# Fetal Diagnosis and Therapy
Fetal Diagnosis and Therapy, abgekürzt Fetal Diagn. Ther., ist eine wissenschaftliche Fachzeitschrift, die vom Karger-Verlag veröffentlicht wird. Die Zeitschrift wurde 1986 von M. Michejda und K.C. Pringle unter dem Namen Fetal Therapy gegründet. Seit dem Jahr 1990 erscheint die Zeitschrift unter dem aktuellen Namen, derzeit mit acht Ausgaben im Jahr. Es werden Arbeiten veröffentlicht, die sich diagnostischen und therapeutischen Fragestellungen in der fetalen Medizin beschäftigen.
Der Impact Factor lag im Jahr 2014 bei 2,939. Nach der Statistik des ISI Web of Knowledge wird das Journal mit diesem Impact Factor in der Kategorie Gynäkologie und Geburtshilfe an 15. Stelle von 79 Zeitschriften geführt.
Der Chefredakteur ist Eduard Gratacós, BCNatal, Universität Barcelona, Spanien.